# 도쿄도 교향악단

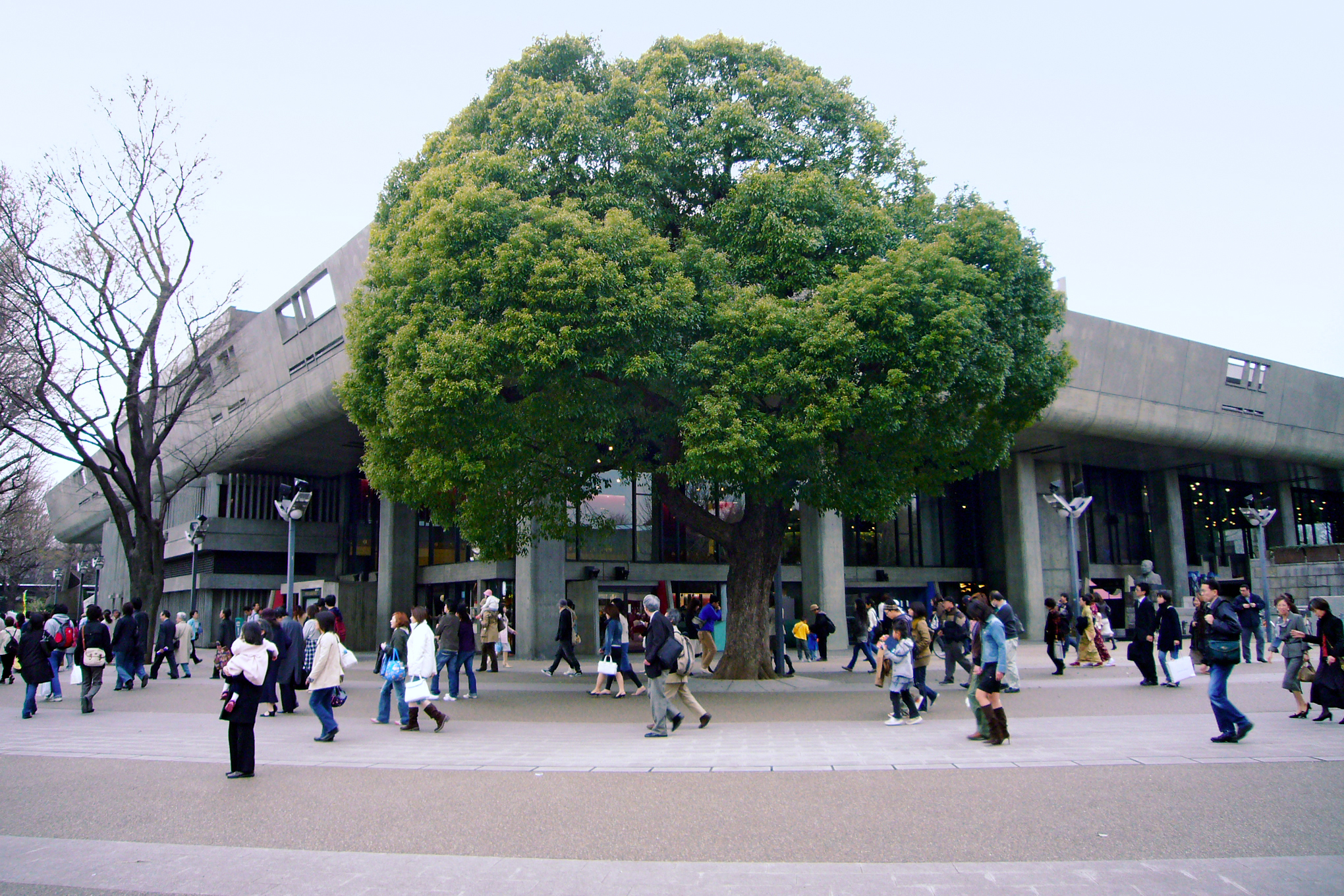

도쿄 도 교향악단(일본어: 東京都交響楽団, Tokyo Metropolitan Symphony Orchestra)은 일본의 관현악단으로, '도향(都響)'이라는 약칭으로도 불린다. 1965년 4월에 창단되었으며, 그 해 10월에 우에노 공원 내에 위치한 도쿄문화회관에서 첫 연주회를 개최했다. 창단 당시의 상임 지휘자는 하인츠 호프만이었고, 1967년에 제2대 상임 지휘자로 모리 타다시 (森 正, 1921-1987)가 취임해 정기 연주회 개최와 단원 증원 등 본격적인 발전 계획을 수립하기 시작했다.
1970년대 후반부터는 연주력도 안정되었고, 외국으로부터 객원 지휘자와 독주자들을 본격적으로 초빙하기 시작했다. 1977년에는 첫 해외 연주로 소련과 동유럽 순회 공연을 하면서 바르샤바의 가을 음악제와 동베를린 음악제에도 참가했다. 1986년에는 1986년 아시안 게임 기념으로 개최된 서울국제음악제에 초대되어 첫 한국 공연을 가졌고, 1988년의 유럽 순회 공연과 1989년의 베이징과 상하이 연주회, 1991년의 미국 순회 공연 등의 해외 공연을 진행했다.
1980년대부터 연속 연주회 시리즈를 기획하기 시작했고, 와카스기 히로시의 말러 교향곡 전곡 연주회(1988-1991)와 바그너 오페라 시리즈(1992-1994), 엘리아후 인발의 말러 교향곡 전곡 연주회(1994-1996), 가리 베르티니의 말러 교향곡 전곡 연주회(2000-2005)가 대표적인 시리즈였다. 특히 말러 교향곡은 세 차례의 전곡 연주회로 악단의 대표적인 레퍼토리가 되었다.
정기연주회는 도쿄 문화회관에서 공연되는 A시리즈와 산토리홀에서 공연되는 B시리즈로 나뉘어 진행되며, 도쿄 예술극장 기획으로 특정 작곡가의 작품만으로 공연하는 '작곡가의 초상', 한달에 한 번 꼴로 토요일과 일요일에 개최하는 프롬나드 콘서트, 그 외 야외 음악회, 오페라나 발레 등 무대 공연의 반주까지 시즌당 약 130회의 공연을 소화하고 있다.
1986년에는 산토리홀의 개관 기념으로 위촉된 윤이상의 교향곡 제4번 〈어둠 속에서 노래하다〉의 세계 초연을 맡기도 했고, 1987년부터는 일본 국내 작곡가들에게 신작을 위촉하는 '일본의 작곡가 시리즈'라는 연주회를 정기적으로 개최하고 있다. 2003년에는 낙소스에서 진행하고 있는 '일본 작곡가 선집' 시리즈에도 참가해 2007년 11월 현재 세 장의 CD가 발매되어 있다. 이외에도 스기야마 고이치가 롤플레잉 게임 '드래곤 퀘스트' 시리즈의 음악을 교향 모음곡으로 재편곡한 시리즈의 신녹음들과 노다메 칸타빌레의 음악 연주로도 알려져 있다.
도립 악단이기 때문에 도쿄도 지사가 이사장이 되는 것이 창단 때부터 이어져 오던 관례였으나, 이시하라 신타로가 도지사로 취임한 뒤로는 외부 민간 인사가 이사장으로 기용되고 있다.

## 역대 지휘자 목록
음악 감독/고문, 상임 지휘자, 수석 지휘자, 전임 지휘자
- 하인츠 호프만 (1965-1967 상임 지휘자)
- 모리 다다시 (1967-1972 음악 감독 겸 상임 지휘자)
- 와타나베 아키오 (1972-1978 음악 감독 겸 상임 지휘자)
- 모셰 아츠몬(1978-1983 음악 고문 겸 수석 지휘자)
- 와카스기 히로시(1986-1995 음악 감독, 1987-1995 수석 지휘자 겸임)
- 고이즈미 가즈히로 (1995-1998 수석 지휘자, 2008- 전임 지휘자)
- 가리 베르티니(1998-2005 음악 감독, 타계 후 명예 지휘자)
- 제임스 데프리스트 (2005-2008 상임 지휘자)
- 엘리아후 인발 (2008- 상임 지휘자)

상임/특별/수석 객원 지휘자
- 즈데넥 코슐러 (1983-1986 상임 객원 지휘자)
- 페터 막 (1983-1986 상임 객원 지휘자)
- 장 푸르네 (1983-1986 상임 객원 지휘자)
- 엘리아후 인발 (1995-2000 특별 객원 지휘자)
- 고이즈미 가즈히로 (1998-2008 수석 객원 지휘자)
- 야쿠브 후루샤 (2010- 수석 객원 지휘자)

## 같이 보기
- 도쿄도